# Fala Chen
Fala Chen (chino tradicional: 陳法拉, chino simplificado: 陈法拉, pinyin: Chén Fǎlā; nacida el 24 de febrero de 1982) es una modelo y actriz china, poseedora de importantes y numerosos títulos de concurso de belleza.

## Biografía
Chen nació en Chengdu, República Popular China, en 1982. Se marchó a los Estados Unidos a la edad de 15 años en 1997.
Fala Chen ha trabajado para la TVB en múltiples y diversas ocasiones.

## Filmografía

### TV series
| Año  | Título                                      | Rol/Papel             | Premio | Notas                           |
| ---- | ------------------------------------------- | --------------------- | --- | ------------------------------- |
| 2006 | Forensic Heroes                             | Yung Wai              | |                                 |
| 2007 | The Ultimate Crime Fighter                  | Ada                   | |                                 |
| 2007 | Heart of Greed                              | Tong Chi Yan          | Nominated – TVB Award for Most Improved Actress                                                                                              |                                 |
| 2007 | Best Selling Secrets                        | To Bing-Bing          | | Guest Star ep. 28               |
| 2007 | The Family Link                             | Angela                | Nominated – TVB Award for Most Improved Actress                                                                                              |                                 |
| 2007 | Steps                                       | Ching Ka-Man (Karmen) | TVB Award for Best Supporting Actress Nominated – TVB Award for My Favorite Female Character Nominated – TVB Award for Most Improved Actress |                                 |
| 2008 | A Journey Called Life                       | Shing Mei-Sam (Vicky) | |                                 |
| 2008 | Catch Me Now                                | Hong Mei-Lei (Minnie) | |                                 |
| 2008 | Moonlight Resonance                         | Gam Wing Hing (Wing)  | Nominated – TVB Award for Best Supporting Actress Nominated – TVB Award for My Favorite Female Character                                     |                                 |
| 2009 | The Stew of Life                            | Ng Choi Nei (Charlie) | Nominated – TVB Award for Best Supporting Actress Nominated – TVB Award for My Favourite Female Character                                    |                                 |
| 2010 | In the Eye of the Beholder                  | Chu Ting Yuk          | |                                 |
| 2010 | Ghost Writer                                | Ling-hu Siu-tsui      | |                                 |
| TBA  | The Transfer Connection of Temptation       | Hung Long-kiu (Jojo)  | | Post-production Tentative title |
| TBA  | Can't Buy Me Love                           | Sezto Gun-ping        | | Post-production                 |
| TBA  | Rosy Business: Righteous Sea of Heroic Love |                       | | Filming                         |

### Film
| Año  | Título                                     | Rol/Papel                           | Premio                                                 |
| ---- | ------------------------------------------ | ----------------------------------- | ------------------------------------------------------ |
| 2009 | Turning Point                              | Karen                               | Nominada - Hong Kong Film Award for Best New Performer |
| 2010 | Black Ransom                               | Superintendent Koo                  |                                                        |
| 2010 | 72 Tenants of Prosperity                   | Young Pinky / Siu Fui Hung          |                                                        |
| 2021 | Shang-Chi y la leyenda de los Diez Anillos | Ying Li / Habitante en la Oscuridad |                                                        |

## Premios como modelo
- 2002: Miss Asian America 2002
- 2003: Miss Chinatown USA 2003 1st runner up (Miss Chinese Chamber of Commerce 2003)
- 2004: Miss NY Chinese 2004, Best in MTV, Best Costume, and Miss Photogenic
- 2005: Miss Chinese International 2005 1st runner up